# Caja Madrid
La Caja de Ahorros y Monte de Piedad de Madrid (Caixa d'Estalvis i Mont de Pietat de Madrid), comercialment coneguda com a Caja Madrid fou una caixa de pensions espanyola fins a la seva fusió amb altres entitats per formar el Banco Financiero y de Ahorros que utilitzava la marca de la seva filial Bankia.

## Història
El Monte de Piedad de Madrid fou fundat el 3 de desembre 1702 com a Mont de pietat per Francisco Piquer, sacerdot aragonès. A 1836 es planteja per primera vegada el cobrament d'un interès en els préstecs concedits, per cobrir les despeses d'administració que generava l'activitat del Monte i per assegurar-ne el futur econòmic. Sota l'impuls del Marqués vidu de Pontejos es va fundar per Reial Ordre, la Caixa d'Estalvis de Madrid, que retribuïa els dipòsits rebuts el 25 d'octubre 1838. El seu reglament s'aprovà per reial ordre un any més tard, el 17 de juliol de 1839.
A causa de la Crisi financera espanyola, el juny de 2010 Bancaixa i Caja Madrid van decidir unir-se a través d'un Sistema Institucional de Protecció (popularment anomenat fusió freda). El grup resultant incorporarà també la Caixa Laietana, la Caja de Ávila, la Caja Segovia, la Caja La Rioja i la Caja Insular de Canarias, esdevenint d'aquesta manera la primera caixa d'estalvis de l'Estat per nombre d'actius. Caja Madrid liderava aquesta unió amb el 52% de l'accionariat de Banco Financiero y de Ahorros, seguida de Bancaixa amb el 37,7% de la propietat de el nou banc, per la qual cosa es va decidir que la seu social de el nou banc es trobaria a València, però la seu operativa principal estaria a Madrid. El repartiment de dividends per benefici de BFA a Caja Madrid aportaria el capital necessari per mantenir l'obra social de la caixa.

## Negoci
Caja Madrid va ser el quart grup financer espanyol, amb un volum de negoci gestionat de 280.247 milions d'euros al tancament de l'exercici 2009, 12.800 empleats i amb una xarxa nacional de 1.900 oficines a Espanya i 4 sucursals a l'estranger, a Miami, Lisboa, Dublín i Viena. Disposava així mateix de 330 oficines de distribució bancària de Caja Madrid en oficines de Mapfre. A més del negoci bancari tradicional, Caja Madrid, participava en un conjunt de societats directament o a través de Corporación Financiera Caja Madrid, entre les quals destaquen Mapfre-Caja Madrid Holding, Realia, Indra, Iberia LAE i NH Hoteles. Durant l'any 2007 Caja Madrid va obtenir un benefici net atribuït de 2.860 milions d'euros.

## Fundació Montemadrid

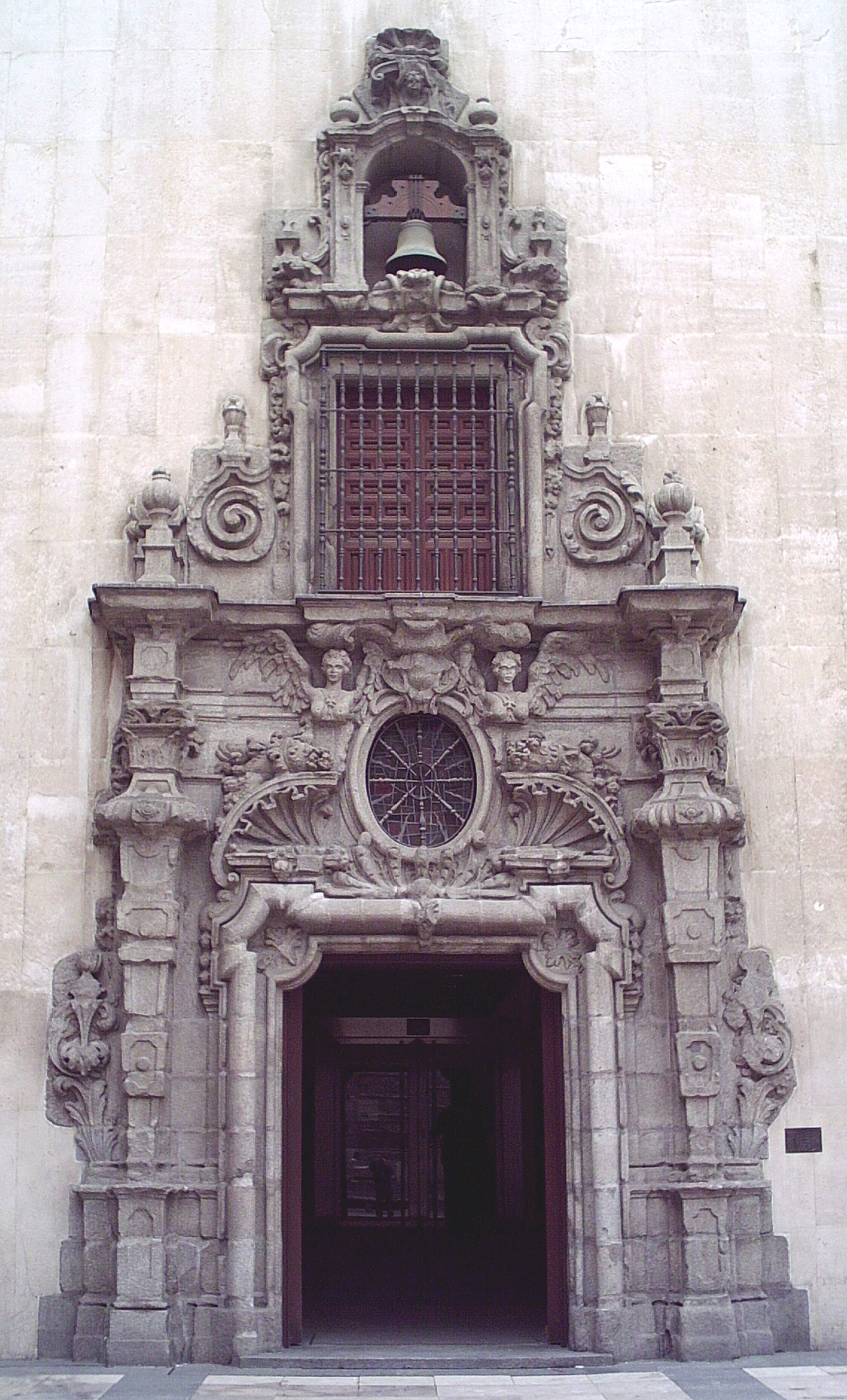
Portada de la capella de l'antic Mont de Pietat de Madrid (P. Ribera, 1733)

Fundació Montemadrid és hereva de Caja Madrid és la marca sota la qual es presenta la Fundación Obra Social y Monte de Piedad de Madrid, una fundació espanyola amb seu a Madrid i l'objectiu consisteix en el desenvolupament de l'obra social i la gestió del seu patrimoni cultural, així com l'operació de diversos mont de pietat en algunes ciutats espanyoles.